# Biuletyn Polskiego Towarzystwa Heraldycznego
Biuletyn Polskiego Towarzystwa Heraldycznego – pismo wydawane w latach 1989-2006 w Warszawie. Wydawcą było Polskie Towarzystwo Heraldyczne. Redaktorem naczelnym był Sławomir Górzyński. Od 1996 roku wydawany przez Wydawnictwo DiG.